# Lougheed
Lougheed es un pueblo canadiense situado en la provincia de Alberta.

## Superficie
Lougheed tiene una superficie de 2 km².

## Demografía
En 2021, tenía 225 habitantes, una densidad poblacional de 112,5 hab./km², y 117 viviendas.